# Natação no Campeonato Mundial de Esportes Aquáticos de 2023 - 50 m borboleta feminino
A disputa na modalidade 50 metros borboleta feminino de Natação no Campeonato Mundial de Esportes Aquáticos de 2023 fora realizada nos dias 28 e 29 de Julho de 2023 na Marine Messe Fukuoka em Fukuoka, no Japão. Ao todo, 64 nadadoras de 58 Comitês Olímpicos Nacionais estavam previstas para participarem do evento. Sarah Sjöström, nadadora sueca, tornou-se pentacampeã mundial do evento.

## Formato da competição
A competição consiste em três rodadas: eliminatórias, semifinais e final. Os nadadores com os 16 melhores tempos nas baterias preliminares avançam as semifinais. Já os nadadores com os 8 melhores tempos nas semifinais avançam a final. Desempates (swim-offs) são utilizados conforme necessário para quebrar os empates de avanço a próxima rodada.

## Calendário
Todos os horários estão na Hora legal japonesa (UTC+9).
| Data                | Horário | Fase          |
| ------------------- | ------- | ------------- |
| 28 de julho de 2023 | 11:39   | Eliminatórias |
| 28 de julho de 2023 | 21:08   | Semifinais    |
| 29 de julho de 2023 | 20:02   | Final         |

## Recordes
Antes desta competição, os recordes mundiais e do campeonato nesta prova eram os seguintes:
| Tipo                  | Atleta         | Tempo  | Local     | Data                |
| --------------------- | -------------- | ------ | --------- | ------------------- |
|                       | Sarah Sjöström | 24s 43 | Borås     | 5 de julho de 2014  |
| Recorde do campeonato | Sarah Sjöström | 24s 60 | Budapeste | 29 de julho de 2017 |

## Medalhistas
| Ouro                    | Prata               | Bronze                          |
| Sarah Sjöström · Suécia | Zhang Yufei · China | Gretchen Walsh · Estados Unidos |

## Resultados

### Eliminatórias
As eliminatórias foram realizadas no dia 28 de julho com início às 11:39.
| Pos. | Bateria | Raia | Nadador               | CON                      | Tempo | Notas            |
| ---- | ------- | ---- | --------------------- | ------------------------ | ----- | ---------------- |
| 1    | 7       | 4    | Sarah Sjöström        | Suécia                   | 25.04 | Q                |
| 2    | 7       | 5    | Zhang Yufei           | China                    | 25.33 | Q                |
| 3    | 7       | 3    | Rikako Ikee           | Japão                    | 25.50 | Q                |
| 4    | 5       | 4    | Mélanie Henique       | França                   | 25.75 | Q                |
| 5    | 5       | 5    | Farida Osman          | Egito                    | 25.77 | Q                |
| 6    | 6       | 4    | Gretchen Walsh        | Estados Unidos           | 25.78 | Q                |
| 7    | 5       | 8    | Neža Klančar          | Eslovênia                | 25.81 | Q,               |
| 8    | 7       | 6    | Ai Soma               | Japão                    | 25.96 | Q                |
| 9    | 6       | 5    | Torri Huske           | Estados Unidos           | 25.98 | Q                |
| 10   | 5       | 3    | Angelina Köhler       | Alemanha                 | 26.02 | Q                |
| 11   | 6       | 6    | Sara Junevik          | Suécia                   | 26.04 | Q                |
| 12   | 5       | 6    | Anna Ntountounaki     | Grécia                   | 26.14 | Q                |
| 13   | 6       | 3    | Maaike de Waard       | Países Baixos            | 26.17 | Q                |
| 14   | 7       | 2    | Yu Yiting             | China                    | 26.21 | Q                |
| 15   | 5       | 1    | Kim Busch             | Países Baixos            | 26.23 | Q                |
| 15   | 7       | 1    | Katerine Savard       | Canadá                   | 26.23 | Q                |
| 17   | 7       | 8    | Helena Gasson         | Nova Zelândia            | 26.29 |                  |
| 18   | 6       | 7    | Brianna Throssell     | Austrália                | 26.30 |                  |
| 19   | 6       | 2    | Margaret MacNeil      | Canadá                   | 26.33 |                  |
| 20   | 6       | 1    | Julie Kepp Jensen     | Dinamarca                | 26.36 |                  |
| 21   | 7       | 7    | Emilie Beckmann       | Dinamarca                | 26.43 |                  |
| 22   | 6       | 8    | Celine Souza Bispo    | Brasil                   | 26.55 |                  |
| 22   | 7       | 0    | Tamara Potocká        | Eslováquia               | 26.55 |                  |
| 24   | 5       | 7    | Vanessa Ouwehand      | Nova Zelândia            | 26.57 |                  |
| 25   | 6       | 9    | Quah Ting Wen         | Singapura                | 26.67 |                  |
| 26   | 5       | 2    | Paulina Peda          | Polónia                  | 26.71 |                  |
| 27   | 4       | 6    | Huang Mei-chien       | Taipé Chinesa            | 26.73 |                  |
| 28   | 5       | 0    | Jenjira Srisa-Ard     | Tailândia                | 26.78 |                  |
| 29   | 5       | 9    | Tayde Sansores        | México                   | 26.82 |                  |
| 30   | 4       | 4    | Danielle Hill         | Irlanda                  | 26.90 |                  |
| 31   | 7       | 9    | Tam Hoi Lam           | Hong Kong                | 26.91 |                  |
| 32   | 6       | 0    | Barbora Seemanová     | Chéquia                  | 27.02 |                  |
| 33   | 4       | 5    | Sirena Rowe           | Colômbia                 | 27.19 |                  |
| 34   | 4       | 3    | Lismar Lyon           | Venezuela                | 27.53 |                  |
| 35   | 4       | 1    | Olivia Borg           | Samoa                    | 27.77 | Recorde nacional |
| 36   | 4       | 2    | Amel Melih            | Argélia                  | 27.79 |                  |
| 37   | 4       | 8    | Oumy Diop             | Senegal                  | 27.86 |                  |
| 38   | 4       | 7    | Luana Alonso          | Paraguai                 | 28.13 |                  |
| 39   | 3       | 5    | Rhanishka Gibbs       | Bahamas                  | 28.43 |                  |
| 40   | 4       | 0    | Emily Muteti          | Federação suspensa       | 28.46 |                  |
| 41   | 3       | 3    | María José Ribera     | Bolívia                  | 28.58 |                  |
| 41   | 4       | 9    | Maria Schutzmeier     | Nicarágua                | 28.58 |                  |
| 43   | 3       | 7    | Cherelle Thompson     | Trinidad e Tobago        | 28.84 |                  |
| 44   | 3       | 6    | Tara Naluwoza         | Uganda                   | 29.07 |                  |
| 45   | 1       | 7    | Adaku Nwandu          | Nigéria                  | 29.38 |                  |
| 46   | 3       | 4    | Mikaili Charlemagne   | Santa Lúcia              | 29.39 |                  |
| 47   | 3       | 2    | Chloe Farro           | Aruba                    | 29.41 |                  |
| 48   | 3       | 1    | Nubia Adjei           | Gana                     | 29.54 |                  |
| 49   | 3       | 8    | Bisma Khan            | Paquistão                | 29.63 |                  |
| 50   | 3       | 0    | Kennice Greene        | São Vicente e Granadinas | 29.90 |                  |
| 51   | 3       | 9    | Bianca Mitchell       | Antígua e Barbuda        | 29.97 |                  |
| 52   | 2       | 4    | Hayley Hoy            | Essuatíni                | 30.73 |                  |
| 53   | 2       | 5    | Ayah Binrajab         | Bahrein                  | 30.86 |                  |
| 54   | 2       | 0    | Abigail Ai Tom        | Papua-Nova Guiné         | 31.46 |                  |
| 55   | 2       | 3    | Sonia Khatun          | Bangladesh               | 31.51 |                  |
| 56   | 2       | 2    | Ekaterina Bordachyova | Tajiquistão              | 32.09 |                  |
| 57   | 1       | 4    | Taeyanna Adams        | Federação suspensa       | 32.53 |                  |
| 58   | 2       | 7    | Arleigha Hall         | Turcas e Caicos          | 32.55 |                  |
| 59   | 1       | 5    | Maria Batallones      | Ilhas Marianas do Norte  | 33.49 |                  |
| 60   | 2       | 9    | Alyse Maniriho        | Burundi                  | 36.57 |                  |
| 61   | 1       | 6    | Lina Alemayehu Selo   | Etiópia                  | 37.68 |                  |
| 62   | 2       | 1    | Galyah Mikel          | Palau                    | 38.22 |                  |
| 63   | 2       | 8    | Marie Amenou          | Togo                     | 39.50 |                  |
| 64   | 1       | 2    | Claudette Ishimwe     | Ruanda                   | 41.44 |                  |
| 65   | 1       | 3    | Ruth Turay            | Serra Leoa               | DNS   | DNS              |
| 65   | 2       | 6    | Taffi Illis           | Sint Maarten             | DNS   | DNS              |

### Semifinais
As semifinais foram realizadas no dia 28 de julho com início às 21:08.
| Pos. | Bateria | Raia | Nadador           | CON            | Tempo | Notas |
| ---- | ------- | ---- | ----------------- | -------------- | ----- | ----- |
| 1    | 2       | 4    | Sarah Sjöström    | Suécia         | 24.74 | Q     |
| 2    | 1       | 4    | Zhang Yufei       | China          | 25.17 | Q,    |
| 3    | 1       | 3    | Gretchen Walsh    | Estados Unidos | 25.48 | Q     |
| 4    | 1       | 5    | Mélanie Henique   | França         | 25.70 | Q     |
| 5    | 2       | 5    | Rikako Ikee       | Japão          | 25.72 | Q     |
| 6    | 2       | 3    | Farida Osman      | Egito          | 25.74 | Q     |
| 7    | 2       | 2    | Torri Huske       | Estados Unidos | 25.75 | Q     |
| 8    | 2       | 7    | Sara Junevik      | Suécia         | 25.77 | Q     |
| 9    | 1       | 7    | Anna Ntountounaki | Grécia         | 25.82 |       |
| 10   | 2       | 6    | Neža Klančar      | Eslovênia      | 25.83 |       |
| 11   | 1       | 2    | Angelina Köhler   | Alemanha       | 25.88 |       |
| 12   | 1       | 8    | Katerine Savard   | Canadá         | 25.98 |       |
| 13   | 2       | 1    | Maaike de Waard   | Países Baixos  | 26.02 |       |
| 14   | 2       | 8    | Kim Busch         | Países Baixos  | 26.14 |       |
| 15   | 1       | 6    | Ai Soma           | Japão          | 26.18 |       |
| 16   | 1       | 1    | Yu Yiting         | China          | 26.27 |       |

### Final
A final fora realizada no dia 24 de julho às 20:02.
| Pos.              | Raia | Nadador         | CON            | Tempo | Notas            |
| ----------------- | ---- | --------------- | -------------- | ----- | ---------------- |
| Medalha de ouro   | 4    | Sarah Sjöström  | Suécia         | 24.77 |                  |
| Medalha de prata  | 5    | Zhang Yufei     | China          | 25.05 | Recorde asiático |
| Medalha de bronze | 3    | Gretchen Walsh  | Estados Unidos | 25.46 |                  |
| 4                 | 7    | Farida Osman    | Egito          | 25.62 |                  |
| 5                 | 1    | Torri Huske     | Estados Unidos | 25.64 |                  |
| 6                 | 8    | Sara Junevik    | Suécia         | 25.74 |                  |
| 7                 | 2    | Rikako Ikee     | Japão          | 25.78 |                  |
| 8                 | 6    | Mélanie Henique | França         | 25.80 |                  |

Legenda
| Recorde mundial       | Recorde mundial (World record)               |                       | Recorde africano                      | Recorde africano (African) |                                           | Q | Classificado por posição (Qualified) |
| Recorde do campeonato | Recorde do campeonato (Championship record)  | Recorde da América    | Recorde da América (Americas)         | q                          | Classificado por melhor tempo (Qualified) |   |                                      |
| Melhor marca do ano   | Melhor marca do ano (World leading)          | Recorde asiático      | Recorde asiático (Asian)              | DNS                        | Não largou (Did not start)                |   |                                      |
| Recorde nacional      | Recorde nacional (National record)           | Recorde europeu       | Recorde europeu (European)            | DNF                        | Não terminou (Did not finish)             |   |                                      |
| Recorde pessoal       | Recorde pessoal do atleta (Personal best)    | Recorde da Oceania    | Recorde da Oceania (Oceania)          | DSQ / DQ                   | Desclassificado (Disqualified)            |   |                                      |
| Recorde da temporada  | Recorde da temporada do atleta (Season best) | Recorde sul-americano | Recorde sul-americano (South America) | NM                         | Sem marca (No mark)                       |   |                                      |